# Clevorn

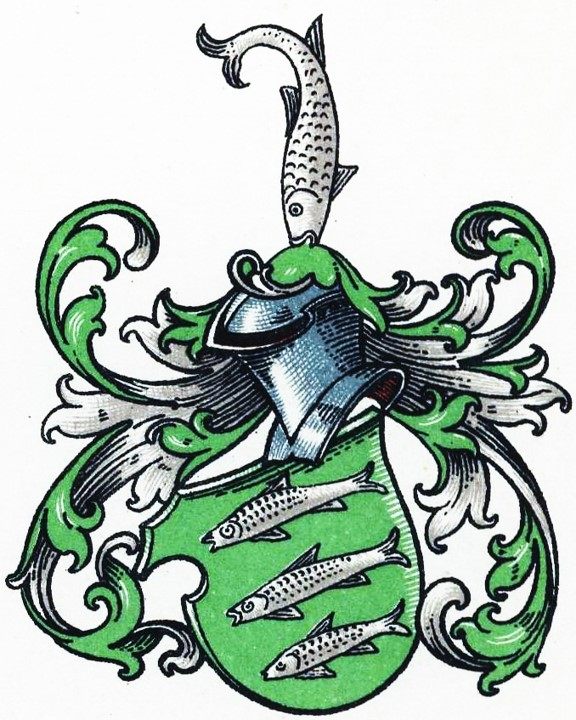
Wappen derer von Clevorn

Clevorn (auch: Cleyvorn, Cleveren o. ä.) ist der Name eines westfälischen, insbesondere in Münster und Umgebung ansässigen Adelsgeschlechts.

## Geschichte
Das Geschlecht gehörte zu den Münsteraner Erbmännern. 
1328 kauft Godfrid Cleyforne den Zehnten zu Nartorp, Kirchspiel Havixbeck, von Johann von Beveren. Heinrich Cleyvorn erhielt 1353 die Vogtei über drei Erben im Kirchspiel Havixbeck vom Stift Metelen zum Pfand. Johannes Cleyvorne war 1365 als Münsteraner Bürger unter den Landständen des Bistums Münster. Ecbert gt. Cleyvorne war 1368 Bürger zu Münster, wie auch Bruno Clevorn 1402. Maria Christine von Clevorn war 1709 Stiftsdame und 1712 Äbtissin des adeligen Hauses zu Oelde.
Im Münsterschen saß das Geschlecht zu Burg Nienborg und Hove und blühte noch 1770. Heinrich von Clevorn war um 1685 Besitzer von Gut Südholz-Tribbe. Auch in Lübeck erscheinen Familienmitglieder. Zuletzt war die Familie noch in Hammerdeich bei Ostercappeln ansässig. Hier blüht noch eine bürgerliche Linie der Herren von Clevorn.

## Persönlichkeiten
- Anna Magdalena (Magell) von Clevorn, bis 1700 Äbtissin im Kloster Rulle.

## Wappen
Blasonierung: In Grün drei balkenweise gestellte, nach rechts schwimmende, silberne Fische. Auf dem Helm ein auf dem Kopf stehender, silberner Fisch, den Schwanz nach rechts herüber gebogen. Die Helmdecken sind grün-silbern.
Anton Fahne berichtet abweichend von einem goldenen Schild und schwarzen Fischen.